# Die Notrufzentrale
Die Notrufzentrale ist eine deutsche Fernsehserie, die von dem Regisseur Patrick Poch für den Fernsehsender VOX produziert wurde. Die Real-Life-Doku wurde erstmals 2017 auf VOX ausgestrahlt. Das letzte Mal wurde die Sendung am 7. September 2018 im Fernsehen gezeigt.

## Inhalt und Beschreibung

### Allgemeine Beschreibung
Die Fernsehserie aus dem Genre Real-Life-Doku zeigt, wie die Arbeit in der Notrufzentrale aussieht. Die Folgen konnten auf TVNOW online gestreamt werden und man konnte beobachten, wie die Experten in Notsituationen kurzfristig Entscheidungen treffen und sofort Hilfsmaßnahmen organisieren. Im Online-Stream wurde deutlich, wie wichtig schnelle Reaktionen sind, ob es um Familiendramen geht oder um medizinische Ersthilfe. Oft können schon erste Maßnahmen ergriffen werden, bevor die Polizei oder der Notarzt da ist, und genau hier setzt die Arbeit der Spezialisten an, die beim Notruf ans Telefon gehen.

### Besetzung
Die Tätigkeit der Personen, die in der Notrufzentrale sitzen und im Hintergrund bleiben, wird oft unterschätzt. In dieser Sendung aus dem Genre Dokumentation werden die Menschen gezeigt, die bei dem Notruf 110 oder 112 die ersten Ansprechpartner sind. Ihnen fällt die Arbeit zu, Situationen schnell und richtig einzuschätzen und anschließend die nötigen Hilfsmaßnahmen in die Wege zu leiten. Unter anderem war im Stream anzuschauen, wie die Arbeit in der Kooperativen Regionalleitstelle Osnabrück abläuft. Auch die Integrierte Leitstelle Nürnberg und die Brandenburgische Leitstelle in Potsdam waren in den Aufnahmen zu sehen.

### Zielgruppe
Die Doku-Reihe ist vor allem für junge Leute interessant, die über einen Beruf bei Polizei, Feuerwehr oder Notdienst nachdenken. Auch wenn man wissen will, wie in der zentralen Leitstelle gearbeitet wird, lohnt es sich, die Sendung anzuschauen. Den so gut wie unsichtbaren Helfern am Telefon gelingt es, auch in schwierigen Situationen die Ruhe zu bewahren und sie an die Anrufer zu vermitteln. Damit lässt sich die Panik bekämpfen, die durch einen Unfall, einen Brand oder häusliche Gewalt ausgelöst wurde.

## Staffeln
| Ausstrahlungsinfos der Sendung auf dem Free-TV-Privatsender VOX | Ausstrahlungsinfos der Sendung auf dem Free-TV-Privatsender VOX | Ausstrahlungsinfos der Sendung auf dem Free-TV-Privatsender VOX |
| Staffel                                                         | Episoden                                                        | Sendezeitraum                                                   |
| --------------------------------------------------------------- | --------------------------------------------------------------- | --------------------------------------------------------------- |
| 1                                                               | 10                                                              | 2018                                                            |
| 2                                                               | 10                                                              | 2018                                                            |